# Zygmunt Przychodzeń
Zygmunt Józef Przychodzeń (ur. 21 lipca 1940 w Łuzkach na Podlasiu zm. 7 kwietnia 2016) – polski ekonomista, profesor zwyczajny nauk rolniczych, pracownik naukowy SGGW.

## Życiorys
W 1959 rozpoczął studia na Wydziale Ekonomiczno-Rolniczym SGGW, które ukończył w 1964. W 1966 rozpoczął studia doktoranckie (w 1970 uzyskał stopień doktora). W 1976 został doktorem habilitowanym nauk rolniczych. W 1992 został profesorem nadzwyczajnym SGGW, w 1994 - został profesorem nauk ekonomicznych, a od 1998 jest profesorem zwyczajnym.
W 2000 został kierownikiem Katedry Nauk Humanistycznych, która została utworzona na Wydziale Ekonomiczno-Rolnym SGGW. A w 2006 został pierwszym dziakanem nowo utworzonego Wydziału Nauk Humanistycznych SGGW.
Profesor Przychodzeń jest autorem wielu prac z zakresu ekonomiki rolnictwa i edukacji młodzieży wiejskiej.
Odznaczony Krzyżem Kawalerskim Orderu Odrodzenia Polski (2003), Złotym Krzyżem Zasługi, Medalem Komisji Edukacji Narodowej oraz Złotym Medalem za Długoletnią Służbę.